# Pablo Honey
Pablo Honey — дебютний студійний альбом англійського рок-гурту Radiohead, що вийшов 22 лютого 1993 року у Великій Британії на лейблі Parlophone та 20 квітня у США на лейблі Capitol Records. Продюсерами альбому виступили Шон Слейд, Пол К. Колдері та співменеджер Radiohead Кріс Хаффорд.
Гурт Radiohead утворився у 1985 році в школі Абінгдона, графство Оксфордшир, а в 1991 році підписав контракт на запис з лейблом EMI. Їхній дебютний мініальбом Drill (1992) не мав великого успіху. Менеджмент Radiohead націлився на американський ринок і обрав американських продюсерів для дебютного альбому. Pablo Honey був записаний за три тижні на студії звукозапису Chipping Norton в Оксфордширі з вересня по листопад 1992 року. Запис ускладнювався відсутністю у Radiohead студійного досвіду.
Сингли «Creep», «Anyone Can Play Guitar» та «Stop Whispering» спочатку не мали великого впливу. Однак «Creep» поступово завоював міжнародну радіоаудиторію, досягнувши сьомого місця в UK Singles Chart після перевидання в 1993 році. Radiohead розпочали агресивний промо-тур по США на підтримку гурту Belly та співачки Пі Джей Гарві, після чого відбулося європейське турне, де Radiohead грали на розігріві у гурту James. У травні 1995 року на VHS вийшло концертне відео Live at the Astoria.
Pablo Honey досяг 22 місця в UK Albums Chart. 1994 року альбом став золотим у Великій Британії, а у 2013 році — потрійним платиновим. У США альбом отримав платиновий статус у 1995 році. Pablo Honey отримав загалом схвальні відгуки, але дехто вважав його недопрацьованим та похідним. Хоча він менш відомий, ніж пізні роботи Radiohead, деякі ретроспективні рецензії були позитивними, і він з'явився у списках найкращих альбомів. Самі учасники Radiohead критикували його, посилаючись на слабші тексти пісень та студійну недосвідченість. «Creep» залишається найуспішнішим синглом Radiohead.

## Передумови

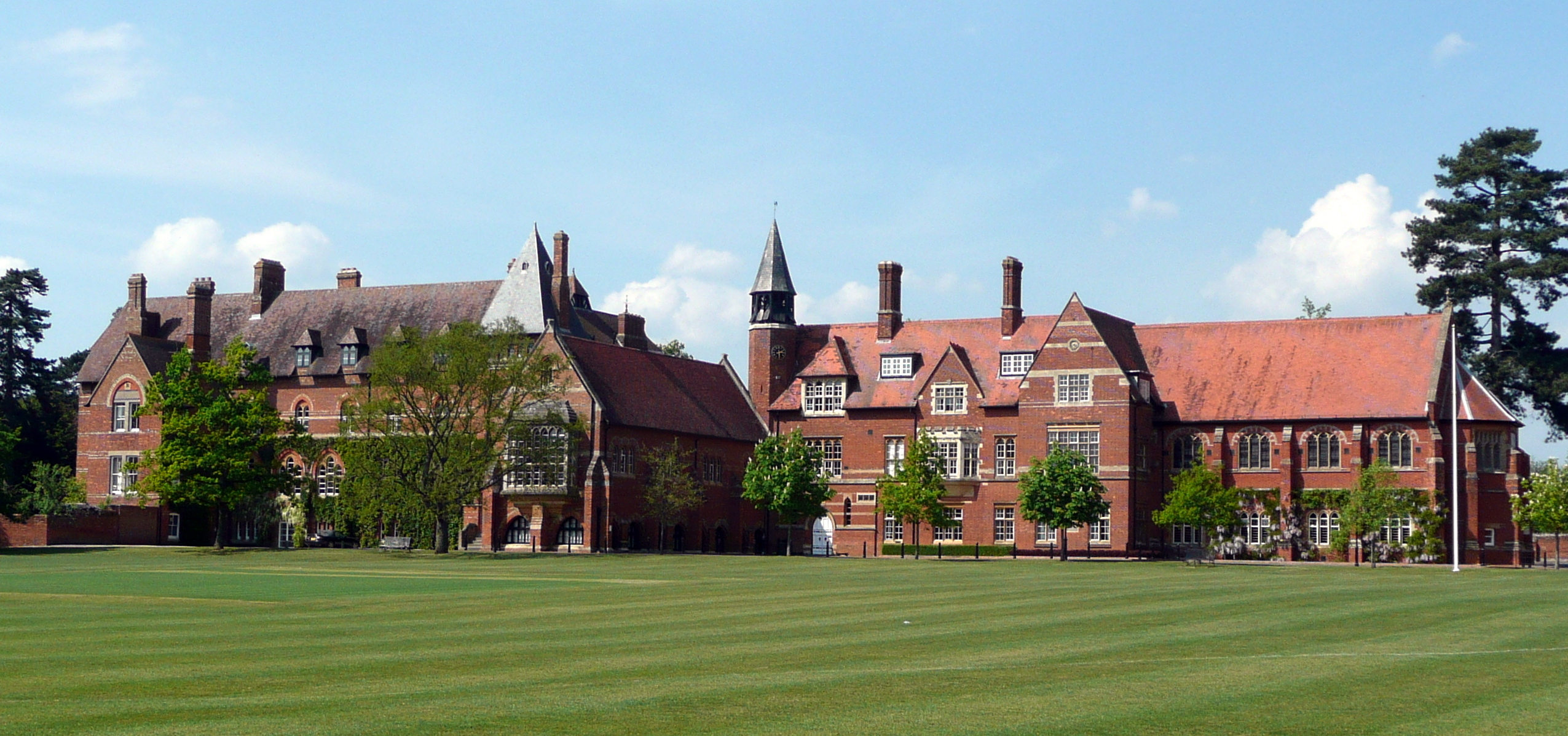
Школа в Абінгдоні, де сформувалися Radiohead

Учасники Radiohead познайомилися під час навчання в школі Абінгдона, Оксфордшир. 1985 року вони створили гурт On a Friday, назва якого відсилає до їхнього звичайного дня репетицій у шкільному музичному кабінеті. Вони записали демо-касети, зокрема Manic Hedgehog, що містила версії майбутніх треків Pablo Honey «You», «I Can't» і «Thinking About You».
Одне з демозаписів привернуло увагу місцевого продюсера Кріса Хаффорда, який разом зі своїм бізнес-партнером Брайсом Еджем стали менеджерами гурту після відвідування концерту в Jericho Tavern в Оксфорді. Наприкінці 1991 року On a Friday підписали контракт на запис шести альбомів з лейблом EMI і на вимогу EMI змінили назву. Назву було взято з пісні Talking Heads «Radio Head» з альбому True Stories 1986 року.
Radiohead випустили свій дебютний мініальбом Drill у 1992 році. Він був спродюсований Хаффордом у його студії Courtyard Studios в Оксфордширі. Він досяг 101 місця в UK Singles Chart; пізніше газета The Guardian описала його як «невдалий старт», який привернув мало уваги. Хаффорд сказав, що продюсувати EP самостійно було помилкою, оскільки це створило конфлікт інтересів і породило тертя в студії. Вони з Еджем вирішили знайти інших продюсерів для наступного запису Radiohead. Оскільки незалежні лейбли домінували в інді-чартах Великої Британії, а EMI був великим лейблом, Хаффорд і Едж планували, щоб Radiohead використовували американських продюсерів і активно гастролювали в Америці, а потім повернулися до Великої Британії, щоб знайти свою аудиторію.
Приблизно в цей час американські продюсери Пол Колдері та Шон Слейд, які працювали з групами Pixies та Dinosaur Jr., перебували у Великій Британії в пошуках роботи. Директор EMI A&R Нік Гетфілд надав їм на розгляд кілька гуртів. Вони погодилися продюсувати Radiohead після того, як вони зіграли їм пісню «Stop Whispering». Також розглядалася кандидатура Стіва Албіні, іншого продюсера, який працював з Pixies, але EMI вирішили, що він занадто ризикований; він ще не працював з такими великими гуртами, як Nirvana. Колдері був більше вражений Хаффордом і Еджем, ніж самими Radiohead, назвавши їх «хитрими матерями…. Не думаю, що я коли-небудь зустрічав двох хлопців, у яких було більше плану».

## Запис

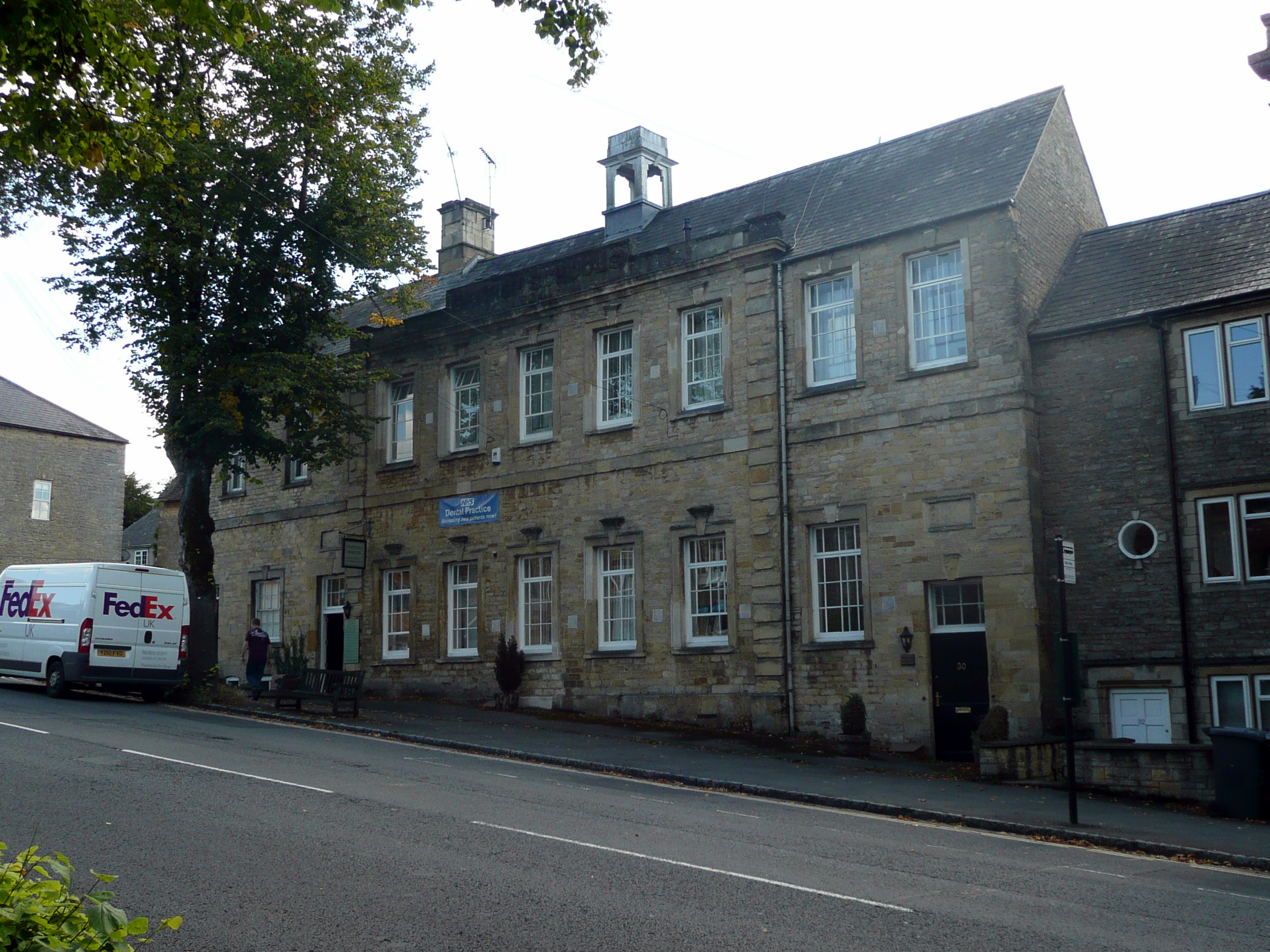
Колишня студія звукозапису Chipping Norton у Оксфордширі, де Radiohead записували Pablo Honey

Radiohead записали Pablo Honey на студії Chipping Norton Studios у Чіпінг-Нортон, Оксфордшир. Спочатку вони спробували записати дві пісні, які EMI розглядала для дебютного синглу Radiohead, «Inside My Head» і «Lurgee». Вони не досягли значного прогресу; Колдері назвав Radiohead «відчайдушно недосвідченими», і ні їм, ні продюсерам не сподобався вибір пісень. Колдері сказав, що «Inside My Head» була «не дуже мелодійною» і їй бракувало потужності інших пісень Radiohead. Хаффорд описав результат як «роздутий бомбастик-рок».
Під час репетицій Radiohead несподівано зіграли ще одну пісню, «Creep». Вони вважали її «викидним» треком, але вона вразила продюсерів. На пропозицію Колдері вони записали дубль, після чого всі в студії вибухнули оплесками. EMI переконали зробити «Creep» дебютним синглом Radiohead. За словами Колдері, «всі [в EMI], хто почув „Creep“, просто почали божеволіти», і він і Слейд були найняті для продюсування альбому. Radiohead взяли елементи «Creep» з пісні 1972 року «The Air That I Breathe». Після того, як Rondor Music подала позов до суду, автори пісень, Альберт Гаммонд і Майк Хейзелвуд, отримали спільні роялті та авторські права на пісні.
Pablo Honey був записаний за три тижні. Колдері описав це як боротьбу і сказав: «Це був їхній перший запис, і вони хотіли бути схожими на The Beatles, і мікс не повинен був мати реверберації, і у них були всі ідеї, до яких вони прийшли за 20 років прослуховування платівок». Колдері відзначив студійну недосвідченість гурту і труднощі з завершенням треків, але сказав, що отримав задоволення від роботи завдяки невеликій групі і жартівливій атмосфері.
Для вступу до «Anyone Can Play Guitar» Колдері попросив усіх у студії, включно з кухарем, створити звуки на гітарі. «Ідея полягала в тому, щоб відповідати назві: будь-хто може грати на гітарі», — сказав він. Гітарист Джонні Ґрінвуд використовував для своєї партії пензлик для малювання. Radiohead не сподобалася версія «Lurgee», яку вони записали з Колдері та Слейдом, і вони використали для альбому більш ранню версію, записану з Хаффордом у студії Courtyard. Колдері сказав, що Pablo Honey був «недешевим», і підрахував, що запис обійшовся у більш ніж 100 000 фунтів.

## Музика і тексти
Критики знаходили в Pablo Honey елементи ґранджу, альтернативного року, стадіонного року, прогресивного року, коледж-року, постгранджу, і дженгл-попу. Альбом порівнювали з Nirvana, Dinosaur Jr., Sugar, U2, The Smiths, The Cure,  The Who, і The Jam.
Стівен Томас Ерлвайн з AllMusic описав Pablo Honey як суміш гімн-року U2 з «атмосферними» інструментальними пасажами. Журналістка Salon Енні Залескі сказала, що в ньому були «розмиті спотворенням гітарні лінії, які крутилися, як повітряний змій на вітрі». Гері Вокер, який писав для Guitar.com, описав його як «відверто наївний і безтурботний» у порівнянні з складнішою пізньою творчістю Radiohead. Він писав, що в ньому відображена «ембріональна динаміка між трьома гітаристами гурту» і описав гітарну роботу Ґрінвуда як «хвилюючу суміш тремоло, грубих октав, кричущих високих регістрів і кіллсвіч-витівок». Гітарист гурту Ед О'Браєн описав його як «гедоністичний» альбом, який «можна вмикати в машині з відкритим верхом суботнього вечора, їдучи на вечірку». Залескі сказала, що лірика Pablo Honey виражає гнів проти статус-кво, відчуття аутсайдера і занепокоєння за майбутнє[24].
«Creep» має тихий куплет і гучний приспів, з «вибухами» гітарного шуму від Джонні Ґрінвуда. Йорк описав її як «пісню самознищення». Текст «Creep» розповідає про жінку, яку Йорк переслідував і яка несподівано прийшла на виступ Radiohead. Текст «Stop Whispering» присвячений пригніченню і розчаруванню від того, що не можна пояснити це. Йорк написав рядок «Grow my hair, I wanna be Jim Morrison» з пісні «Anyone Can Play Guitar» у відповідь на людей в музичному бізнесі, які «думають, що вони повинні поводитися як довбані придурки, щоб відповідати легенді». За словами Залескі, «Ripcord» розповідає про «досвід пориву у невідомість». «Lurgee» закінчується «звивистим» соло. «Blow Out» починається з «напруженого, джазового» барабанного бою і загребущих акордів, а завершується шуґейзовою секцією.
Назва альбому походить від телефонного пранку Jerky Boys, в якому абонент представляється матір'ю жертви і каже: «Пабло, любий? Будь ласка, приїжджай до Флориди». Йорк сказав, що це було доречно, оскільки гурт був «маминими синочками». Семпл пранку з'являється під час гітарного соло на пісні «How Do You».

## Реліз і промо
«Creep» вийшов як головний сингл Pablo Honey 21 вересня 1992. Спочатку він отримав мало ефірів і був проданий тиражем близько 6 000 копій, досягнувши 78 місця в UK Singles Chart. Сингли 1993 року «Anyone Can Play Guitar» і «Stop Whispering», а також позаальбомний сингл «Pop Is Dead» були невдалими. У той час як «Anyone Can Play Guitar» і «Pop Is Dead» потрапили до UK Singles Chart, «Stop Whispering» не отримав ніякої популярності. Radiohead перезаписали «Stop Whispering» для американського синглу, оскільки були незадоволені альбомною версією; О'Браєн сказав, що нова версія була «більш атмосферною», порівнюючи її з Joy Division.
Наприкінці 1992 року Radiohead гастролювали Великою Британією разом із гуртами Kingmaker та Frank and Walters. У вересні того ж року вони виступили на британській конференції EMI. Вони вразили промоутера EMI Керол Бакстер, яка сказала: «Цей кумедний маленький гурт з'явився на сцені, і в них явно щось було. Це була огидна робота звукозаписної компанії, але Том віддав їй усе». Того Різдва NME опублікував рецензію на виступ Radiohead, в якій відкинув їх як «жалюгідне, лілейне виправдання рок-н-рольної групи».
Альбом «Pablo Honey» вийшов у лютому 1993 року і отримав мало відгуків у пресі. Він досяг 25 місця у UK Albums Chart 1993 року. Однак «Creep» став хітом в Ізраїлі, де його часто ставив радіо-діджей Йоав Катнер. У березні Radiohead запросили до Тель-Авіва на їхнє перше закордонне шоу. Приблизно в той же час «Creep» почали крутити на американських радіостанціях, і він піднявся на друге місце в US Modern Rock Tracks, а Pablo Honey добре продавався на імпорті. На той час, коли Radiohead розпочали свій перший північноамериканський тур у червні 1993 року, відеокліп на «Creep» перебував в інтенсивній ротації на MTV. Сингл досяг 34 місця в чарті Billboard Hot 100. У липні Radiohead дали сумнозвісне виконання «Anyone Can Play Guitar» в прямому ефірі MTV Beach House, в якому Йорк викрикував імпровізований текст «товстий, потворний, мертвий!», перед тим як зірватися на камеру і стрибнути в басейн. Йорк тримав у руках живий мікрофон і ледве уникнув удару струмом.
«Creep» досяг сьомого місця в UK Singles Chart, коли EMI перевидала його у вересні 1993. Того ж місяця Radiohead виконали «Creep» на британській музичній програмі Top of the Pops і стали першими музичними гостями на американському ток-шоу Late Night with Conan O'Brien. Американське відділення EMI, Capitol, хотіло продовжити просування Pablo Honey і нарощувати імпульс. Radiohead відхилили пропозицію про турне по США на підтримку Duran Duran, оскільки їхні менеджери вважали, що вони зможуть заробити більше довіри, підтримавши гурт Belly. Вони також відкривали концерти Пі Джей Гарві в Нью-Йорку і Лос-Анджелесі.
У Radiohead були проблеми з туром. Йорк не любив спілкуватися з американськими музичними журналістами і втомився від пісень. Учасники гурту з'являлися в рекламних матеріалах, про які згодом шкодували, наприклад, у модному зніманні для джинсів Iceberg і журналу Interview. За словами агента Radiohead, рекламна робота викликала «багато душевних роздумів про те, чому вони взагалі були в групі». Джонні Ґрінвуд сказав, що вони «провели рік, як музичні автомати… Ми відчували творчий застій, тому що не могли випустити нічого нового».
За американським туром послідував європейський тур на розігріві у James і Tears for Fears. Після цього Radiohead скасували виступ на фестивалі в Редінгу після того, як Йорк захворів; він сказав NME: «Фізично я в повній дупі, а морально з мене досить». За деякими повідомленнями, EMI дала Radiohead шість місяців, щоб «розібратися» або бути звільненими. Пізніше глава A&R EMI Кіт Возенкрофт заперечував це, заявивши: «Експериментальну рок-музику грали, і вона мала комерційний потенціал. Люди висловлюють різні параної, але для лейблу [Radiohead] розвивалися блискуче, починаючи з Pablo Honey». Колдері вважав, що саме завдяки турам Pablo Honey Radiohead перетворилися «на щільний гурт».
У Великій Британії Pablo Honey отримав золотий сертифікат у квітні 1994 року, платиновий у червні 1997 року і потрійний платиновий у липні 2013 року. У США він отримав золотий сертифікат у вересні 1993 року і платиновий у вересні 1995 року. 13 травня 1995 року концертне відео Live at the Astoria вийшло на VHS.

## Відгуки критиків
Pablo Honey не справив значного впливу на критиків після свого першого релізу. Джон Гарріс з NME назвав Radiohead «однією з найяскравіших надій року». Гарріс сказав, що трек «How Do You?» «жахливо ламає імпульс [альбому]», але назвав Pablo Honey «задовільним», попри його недоліки. Пізніше NME поставив його на 35 сходинку найкращих альбомів року. Q писав, що «британське підліткове покоління ще ніколи не було таким сварливим», і описав Pablo Honey як хороший альбом з моментами, які конкурують з Nirvana, Dinosaur Jr. і Sugar.
У Сполучених Штатах «Creep» проводили паралелі з Nirvana, дехто описував Radiohead як «британську Nirvana». Billboard сказав, що тексти пісень «достатньо кусючі, щоб зробити це самостійно», попри порівняння з U2. У змішаній рецензії Маріо Мундос з Los Angeles Times написав, що альбом «не містить нічого такого, чого ви не чули раніше», але «пропонує розумні тексти і хороші гуки». Роберт Крістгау з The Village Voice не рекомендував альбом, але назвав «Creep» «вибірковим зрізом». Rolling Stone писав, що чарівність альбому походить від гітарної роботи, структури пісень, мелодій і приспівів, які викликають «поп-заклик».

## Спадщина
Хоча Pablo Honey не отримав такого визнання, як пізніші альбоми Radiohead, він отримав похвалу в ретроспективному висвітленні. За словами Стівена Томаса Ерлвайна з AllMusic, тексти пісень не завжди відповідають звучанню Radiohead, але коли це відбувається, вони досягають «рідкісної сили, яка є водночас вісцеральною та інтелектуальною». Кенні ЕГ Перрі з NME описав альбом як «звучання одного з найкращих гуртів цього або будь-якого іншого покоління, що грає музику, яка дала їм усім хороші ранні уроки». Журнал Clash сказав, що він «вказує на все, чим [Radiohead] стануть у майбутньому». На основі роботи над Pablo Honey американський гурт Hole найняв Слейда і Колдері для продюсування свого альбому Live Through This 1994 року.
В огляді 2008 року Ел Спайсер з BBC Music описав Pablo Honey як «дослідження підліткової самосвідомості в передмісті» та «один з найбільш вражаючих дебютів у рок-музиці». У 2009 році оглядач з PopMatters розкритикував Pablo Honey як «солянку з напівфабрикатів ґранджу, дженгл-попу та готового до стадіону альтернативного року… майже не відрізняється від інших викидів студентського року початку 90-х, за винятком кількох натяків на велич».
Після успіху «Creep» Radiohead почали обурюватися цим. 1993 року Йорк сказав: «Таке враження, що це більше не наша пісня … Таке відчуття, що ми граємо кавер.» Успіх ледь не призвів до розпаду Radiohead. Розчарування «Creep» і Pablo Honey вплинуло на їхній другий альбом, The Bends. Назва альбому, термін для декомпресійної хвороби, відсилає до стрімкого злету Radiohead до слави; Йорк сказав: «Ми просто злетіли надто швидко». Під час туру на підтримку альбому 1997 року OK Computer, Йорк став вороже ставитися до згадки «Creep» в інтерв'ю і відмовлявся виконувати її. У наступні роки гурт повністю перестав виконувати цю пісню, але згодом почав виконувати її, але не часто. Хоча Radiohead досягли більшого комерційного та критичного успіху з наступними альбомами, «Creep» залишається їх найуспішнішим синглом.
У 2007 році Pitchfork писав, що з Pablo Honey «Radiohead не стільки приїхали до масового успіху на хвості ґранджу, скільки спіткнулися об нього, і відтоді вибачаються за це». 1996 року басист Колін Ґрінвуд сказав: «Я б поставив [Pablo Honey] сім з 10 — непогано для альбому, записаного всього за два з половиною тижні». У 1997 році О'Браєн сказав, що він був похідним від Dinosaur Jr. і Pixies. Він описав його як «збірку наших найкращих хітів, коли ми були ще без підпису». Джонні Ґрінвуд сказав у 1998 році, що йому «бракувало свободи», і йому заважав страх і недосвідченість гурту. У 2020 році О'Браєн сказав, що Pablo Honey був «досить лайновим […] але ми наполегливо працювали і стали гарними. Це одна з речей, за яку я тримаюся: ви не повинні мати всі відповіді одразу».

### Нагороди
У 1998 році Pablo Honey був визнаний 100-м найкращим альбомом усіх часів за опитуванням Virgin] і 61-м за опитуванням Q. Журналіст Колін Ларкін помістив його на 301 місце у третьому виданні «1000 найкращих альбомів усіх часів» (2000). В рамках свого списку «500 найкращих загублених треків» 2007 року журнал Q включив «Lurgee» і «Blow Out» до переліку 20 найважливіших маловідомих пісень Radiohead. У 2006 році видання Classic Rock і Metal Hammer назвали Pablo Honey одним з 20 найкращих альбомів 1993 року. У 2008 році Blender поставив його на 82 місце у списку «100 альбомів, які ви повинні мати».

## Перевидання
Radiohead покинули EMI після закінчення контракту у 2003 році. 2007 року EMI випустила Radiohead Box Set, збірку альбомів, записаних під час підписання контракту з EMI, включаючи Pablo Honey. 2009 року EMI перевидала Pablo Honey у «Колекційному виданні» з треками Drill EP, бісайдами та альтернативними дублями. Radiohead не брали участі у перевиданнях, і музика не була ремастирована.
У лютому 2013 року Parlophone купила Warner Music Group (WMG). У квітні 2016 року, в результаті угоди з торговою групою Impala, WMG передала бек-каталог Radiohead лейблу XL Recordings. Перевидання EMI, що вийшли без згоди Radiohead, були видалені зі стрімінгових сервісів. У травні 2016 року XL перевидав бек-каталог Radiohead на вінілі, включаючи Pablo Honey.

## Трек-лист
Автор слів Том Йорк, автор музики Radiohead, окрім "Creep" - Radiohead, Майк Хейзелвуд і Альберт Гаммонд. 
| #     | Назва                    | Тривалість |
| ----- | ------------------------ | ---------- |
| 1.    | «You»                    | 3:29       |
| 2.    | «Creep»                  | 3:56       |
| 3.    | «How Do You?»            | 2:12       |
| 4.    | «Stop Whispering»        | 5:26       |
| 5.    | «Thinking About You»     | 2:41       |
| 6.    | «Anyone Can Play Guitar» | 3:38       |
| 7.    | «Ripcord»                | 3:10       |
| 8.    | «Vegetable»              | 3:13       |
| 9.    | «Prove Yourself»         | 2:25       |
| 10.   | «I Can't»                | 4:13       |
| 11.   | «Lurgee»                 | 3:08       |
| 12.   | «Blow Out»               | 4:40       |
| 42:11 |                          |            |

## Персоналії
Radiohead
- Колін Ґрінвуд — бас-гітара
- Джонні Ґрінвуд — соло-гітара, піаніно, орган
- Ед О'Браєн — гітара, бек-вокал
- Філіп Селвей — барабани
- Том Йорк — вокал, гітара

Продакшн
- Кріс Блер — мастеринг
- Кріс Хаффорд — продюсування, звукоінженер (10, 11)
- Пол К. Колдері — продюсування, звукоінженер (1–9, 12), зведення
- Шон Слейд — продюсування, звукоінженер (tracks 1–9, 12), зведення

Дизайн
- Icon — дизайн
- Ліза Банні Джонс — малюнки
- Том Шихан — фото

## Чарти
| Чарт (1993—1994)                                     | Пікова позиція |
| ---------------------------------------------------- | -------------- |
| Australian Albums (ARIA)                             | 86             |
| Нідерланди Dutch Albums (MegaCharts)                 | 61             |
| Нова Зеландія New Zealand Albums (Recorded Music NZ) | 44             |
| Велика Британія UK Albums (OCC)                      | 22             |
| США Billboard 200                                    | 32             |
| Чарт (1996—1997)                                     | Пікова позиція |
| Бельгія Belgian Albums (Ultratop Flanders)           | 38             |
| Бельгія Belgian Albums (Ultratop Wallonia)           | 28             |
| Швеція Swedish Albums (Sverigetopplistan)            | 56             |
| Чарт (2003)                                          | Пікова позиція |
| Франція French Albums (SNEP)                         | 108            |
| Швейцарія Swiss Albums (Schweizer Hitparade)         | 91             |
| Чарт (2010)                                          | Пікова позиція |
| Іспанія Spanish Albums (PROMUSICAE)                  | 91             |

| Чарт (1996)     | Позиція |
| --------------- | ------- |
| UK Albums (OCC) | 99      |

## Сертифікації і продажі
| Регіон                                                                                          | Сертифікація  | Продажі   |
| ----------------------------------------------------------------------------------------------- | ------------- | --------- |
| Аргентина (CAPIF)                                                                               | Золотий       | 30 000^   |
| Австралія (ARIA)                                                                                | Золотий       | 35 000^   |
| Бельгія (BEA)                                                                                   | Платиновий    | 50 000*   |
| Канада (Music Canada)                                                                           | 2× Платиновий | 200 000^  |
| Нідерланди (NVPI)                                                                               | Золотий       | 50 000^   |
| Велика Британія (BPI)                                                                           | 2× Платиновий | 600 000^  |
| США (RIAA)                                                                                      | Платиновий    | 1,520,000 |
| *продажі, що базуються лише на сертифікаціях ^відвантаження, що базуються лише на сертифікаціях |               |           |